# Some Cities
Some Cities es el tercer álbum de estudio de la banda británica Doves. El primer sencillo fue "Black and White Town" y fue lanzado el 7 de febrero de 2005, dos semanas antes que el disco. Entró directamente al puesto número 1 de la lista británica UK albums chart. En el Reino Unido Some Cities también apareció una edición que contenía un DVD adicional.
"Ambition" fue grabada en un monasterio vacío.

## Listado de canciones
Todas las canciones escritas y compuestas por Jez Williams, Jimi Goodwin, y Andy Williams.. 
| N.º   | Título                                              | Duración |  |
| 1.    | «Some Cities»                                       | 3:22     |  |
| 2.    | «Black and White Town»                              | 4:15     |  |
| 3.    | «Almost Forgot Myself»                              | 4:42     |  |
| 4.    | «Snowden»                                           | 4:12     |  |
| 5.    | «The Storm» (Williams, Goodwin, Williams, Sakamoto) | 4:52     |  |
| 6.    | «Walk in Fire»                                      | 5:34     |  |
| 7.    | «One of These Days»                                 | 4:50     |  |
| 8.    | «Someday Soon»                                      | 4:08     |  |
| 9.    | «Shadows of Salford»                                | 2:44     |  |
| 10.   | «Sky Starts Falling»                                | 4:11     |  |
| 11.   | «Ambition»                                          | 4:00     |  |
| 46:50 |                                                     |          |  |

| Edición japonesa |                                                         |          |  |
| N.º              | Título                                                  | Duración |  |
| 12.              | «Eleven Miles Out»                                      | 4:32     |  |
| 13.              | «At the Tower» (Williams, Goodwin, Williams, Hazlewood) | 4:37     |  |

### Contenido del DVD adicional
1. Cities Under Construction – documental
2. Photo gallery (versión instrumental de "Ambition")
3. "Black and White Town" vídeo (dirigido por Lynne Ramsay)

## Historial de ediciones
| País           | Fecha                 | Discográfica        | Formato                         | Catálogo #            |             |                     |            |
| -------------- | --------------------- | ------------------- | ------------------------------- | --------------------- | ----------- | ------------------- | ---------- |
| Reino Unido    | 21 de febrero de 2005 | Heavenly Records    | CD                              | HVNLP50CD             |             |                     |            |
| Reino Unido    | 21 de febrero de 2005 | Heavenly Records    | Edición especial CD/DVD digipak | HVNLP50CDS            |             |                     |            |
| Reino Unido    | 21 de febrero de 2005 | Heavenly Records    | Doble LP                        | HVNLP50               |             |                     |            |
| Reino Unido    | 21 de febrero de 2005 | Heavenly Records    | Japón                           | 23 de febrero de 2005 | Toshiba-EMI | CD (2 bonus tracks) | TOCP-66327 |
| Estados Unidos | 1 de marzo de 2005    | Capitol Records/EMI | CD                              | 724387460928          |             |                     |            |

- Datos: Q1169207